# Alfred Malmström (1846–1917)
Per Alfred Lorens Malmström (i riksdagen kallad Malmström i Vissefjärda), född 11 december 1846 i Vissefjärda församling i Kalmar län, död där 15 januari 1917, var en svensk godsägare och politiker. Han var son till Alfred Malmström.
Malmström var ledamot av riksdagens andra kammare 1885–1887, invald i Södra Möre domsagas västra valkrets i Kalmar län. Han var även landstingsman 1882–1911, i Kalmar läns södra landsting.